# Lucy Brown (Schauspielerin)
Lucy Brown (* 13. Februar 1979 in Crawley, West Sussex, England) ist eine britische Schauspielerin.

## Leben
Lucy Brown wurde am 13. Februar 1979 in Crawley als Tochter von Helen und Christopher Brown geboren. Sie hat einen jüngeren Bruder. Als sie neun Jahre alt war, zog sie mit ihrer Familie nach Little Wilbraham, Cambridgeshire. Brown ist verheiratet und lebt in London. Ab 2007 spielte sie in der Fernsehserie Primeval – Rückkehr der Urzeitmonster Claudia Brown (1. Staffel), bzw. Jennifer „Jenny“ Lewis (ab 2. Staffel).

## Filmografie (Auswahl)
- 2004: North & South
- 2005: Charles und Camilla – Liebe im Schatten der Krone, Fernsehfilm
- 2007–2011: Primeval – Rückkehr der Urzeitmonster, Fernsehserie
- 2011: New Tricks – Die Krimispezialisten (New Tricks, Fernsehserie)